# Edmond Rossier
Pour les articles homonymes, voir Rossier.
Edmond Rossier, né le 17 février 1865 à Lucens et mort le 2 octobre 1945 à Lausanne, est un journaliste, rédacteur, chroniqueur, bellettrien et enseignant vaudois.

## Biographie
Edmond Rossier obtient un baccalauréat et une licence en théologie (1889) à Lausanne, puis un doctorat ès lettres (1890) à Erlangen. Edmond Rossier est bellettrien de novembre 1883 à octobre 1888 (président de la Société de 1886 à 1888).
Historien et auteur de nombreuses études historiques et politiques, Edmond Rossier devient privat-docent (1890-1891), puis professeur extraordinaire (1891-1896) à l'Université de Lausanne. Il enseigne l'histoire contemporaine et diplomatique à Lausanne (1896-1945) et Genève (1930-1944). Edmond Rossier est doyen de la Faculté des lettres à deux reprises (1898-1900, 1908-1910) et recteur de l'Université de Lausanne de 1910 à 1912.
Directeur de la Tribune de Lausanne de 1918 à 1921, Edmond Rossier est aussi correspondant (1895), collaborateur et chroniqueur de politique étrangère (1924-1945) à la Gazette de Lausanne. Il dirige la Bibliothèque universelle de 1909 à 1915. Edmond Rossier travaille encore comme rédacteur du bulletin politique au Journal de Genève de 1921 à 1924.

## Sources
- Fonds : Edmond Rossier (1839 - 1982) [2,30 mètres linéaires].  Cote : CH-000053-1 PP 41. Archives cantonales vaudoises (présentation en ligne).
- Fonds : Rossier, Edmond (1892-1978) [0,1 m.l.].  Cote : P072. Centre des littératures en Suisse romande-UNIL (présentation en ligne).
- « Edmond Rossier », sur la base de données des personnalités vaudoises sur la plateforme « Patrinum » de la Bibliothèque cantonale et universitaire de Lausanne.
- Olivier Meuwly, « Edmond Rossier » dans le Dictionnaire historique de la Suisse en ligne.
- Dictionnaire historique et biographique de la Suisse, Neuchâtel, Administration du Dictionnaire historique et biographique de la Suisse [détail des éditions], vol. 5, p. 563
- "À la mémoire du Professeur Edmond Rossier", in Études de lettres, 1968, p. 49-55
- Belles-Lettres de Lausanne, Livre d'or du 150e anniversaire : 1806-1956, p. 363
- Olivier Robert, Francesco Panese, Dictionnaire des professeurs de l'Université de Lausanne, p. 1103-1104
- La "Bibliothèque universelle" (1815-1924), miroir de la sensibilité romande au XIXe siècle, sous la dir. de Yves Bridel et Roger Francillon (Payot 1998)